# Кулов, Феликс Шаршенбаевич
Фе́ликс Шаршенбаевич Ку́лов (род. 29 октября 1948, Фрунзе, Киргизская ССР) — киргизский государственный и политический деятель, председатель партии «Ар-Намыс» («Достоинство»). Занимал должности первого заместителя министра внутренних дел Киргизской ССР, министра внутренних дел Кыргызстана, министра национальной безопасности Кыргызстана, вице-президента Кыргызстана, губернатора Чуйской области, мэра Бишкека в 1987—1997 годах, премьер-министра Кыргызстана в 2005—2007 годах. Избирался депутатом парламента 1 созыва («легендарный парламент»), принимал непосредственное участие в разработке Декларации о независимости Кыргызстана, новой Конституции республики и других важных законопроектов на первых этапах становления национальной государственности.

## Биография
Родился 29 октября 1948 года в городе Фрунзе (ныне Бишкек) в семье военнослужащего Шаршенбая Кулова (1921—1991).. Кулов относится к северокиргизскому племени Солто.

### Служба в милиции
С 1971 года, после окончания Омской высшей школы МВД СССР, работал в системе республиканского МВД. С 1980 года по 1992 год — заместитель начальника областного УВД, начальник областного УВД, первый заместитель министра, затем министр внутренних дел Киргизской ССР (Кыргызстана).
В июне 1990 года в период Ошских событий, связанных с межнациональными столкновениями на юге страны, Феликс Кулов был назначен комендантом столицы. Проявил себя как решительный руководитель, сохранив общественный порядок, не допустив кровопролития и насилия по отношению к мирным жителям.
В период ГКЧП, когда была совершена попытка государственного переворота путём отстранения Президента СССР М. Горбачева от власти, полковник Ф. Кулов оказался единственным руководителем силовых структур, вставшим на защиту суверенитета КР. Народ сам присвоил ему звание «народного генерала», но только в конце 1991 года Указом Президента СССР Феликсу Кулову было присвоено звание генерал-майор.

### Политическая деятельность
В феврале 1992 год был избран вице-президентом Кыргызской Республики.
С 1993 года по 1997 год — губернатор Чуйской области.
С апреля 1997 года — министр национальной безопасности Кыргызстана с присвоением воинского звания генерал-лейтенант.
В апреле 1998 года избран мэром Бишкека. В апреле 1999 года подал в отставку и организовал политическую партию «Ар-Намыс» («Достоинство»).
12 февраля 2000 года заявил о намерении баллотироваться в президенты. Его кандидатура могла составить серьёзную альтернативу Аскару Акаеву. Но он отказался сдавать экзамен на знание киргизского языка, необходимый для участия в выборах, и выбыл из борьбы за президентское кресло.

### Уголовное преследование
22 марта 2000 года был арестован в Институте кардиологии, где проходил лечение, по обвинению в злоупотреблении служебным положением на посту мэра Бишкека.
7 августа 2000 года Военный суд Бишкекского гарнизона признал Кулова невиновным по предъявленному уголовному делу. Кулов был освобождён, а 30 августа выдвинут кандидатом в президенты. 21 октября решением ЦИК снят с выборов.
22 января 2001 года приговором Бишкекского гарнизонного суда Кулов осуждён на 7 лет с конфискацией имущества и лишением звания генерал-лейтенанта за злоупотребление служебным положением на посту министра национальной безопасности.
В мае 2002 года на новом процессе суд приговорил его к десяти годам заключения, признав его виновным в растрате госсредств в 1993—1997 годах, когда он был губернатором Чуйской области. Оппозиция заявляла, что оба дела были возбуждены по политическим мотивам.
В феврале 2005 года конгресс США принял резолюцию по ситуации в странах Центральной Азии, в которой, в частности, потребовал от властей Кыргызстана освободить из-под стражи всех арестованных за мирную политическую деятельность, включая Феликса Кулова.

### Кулов и «Тюльпановая революция»
Кулов был освобождён на волне народных выступлений 24 марта 2005 года и сразу стал одним из самых заметных лидеров берущей власть оппозиции. В ночь с 24 на 25 марта на экстренном заседании парламента был назначен координатором всех силовых структур страны. В кратчайшее время он сумел установить контроль над ситуацией, подавить разгул мародёрства в столице страны и восстановить деятельность органов охраны правопорядка. Это способствовало росту популярности Феликса Кулова среди жителей столицы и в целом северных районов Кыргызстана.
После того, как Ф. Кулов навёл порядок в столице, он обратился к парламенту с просьбой освободить его от этой должности, аргументировав тем, что он юридически является осуждённым к лишению свободы и заявил, что должен обратно возвратиться в места лишения свободы. Однако по решению Верховного Суда Ф. Кулов оставался на свободе до пересмотра приговора.
7 апреля 2005 года Верховный суд Кыргызстана по представлению генеральной прокуратуры «в связи с вновь открывшимися обстоятельствами» начал пересмотр дела Феликса Кулова. Сначала по одному, а потом и по второму обвинению был вынесен оправдательный приговор.
Позднее, в 2010 году, Комитет ООН по правам человека признал, что постановление о заключении Кулова под стражу без судебного решения, продление срока содержания под стражей в отсутствие судебного контроля, рассмотрение его дела военным судом в закрытом заседании, использование средства массовой информации, чтобы представить его в качестве уголовного преступника, отказ позволить ему допросить свидетелей обвинения нарушили Международный пакт о гражданских и политических правах.
Феликс Кулов и Курманбек Бакиев были основными претендентами на победу на президентских выборах, назначенных на 10 июля 2005 года. Чтобы не допустить раскола страны на север и юг (К.Бакиев — представитель юга, Ф.Кулов — представитель севера страны) они решили образовать тандем. Ф. Кулов, в случае избрания К. Бакиева президентом должен был стать Премьер-министром.

### Отставка с поста премьер-министра
26 января 2006 года Феликс Кулов выступил с резким заявлением, обвинив правоохранительные органы республики в потворстве криминалу и организованной преступности. Поводом для этого стало оправдание судом Рыспека Акматбаева, считающегося лидером крупнейшей криминальной группировки в Кыргызстане. В ходе судебного процесса государственный обвинитель неожиданно снял все обвинения, а суд вынес оправдательный приговор, основываясь на его доводах.
Феликс Кулов, указывая на растущую тревогу в обществе по поводу сращивания криминала с властью, пообещал взять борьбу с криминалом под свой личный контроль и потребовал увольнения председателя Службы национальной безопасности Таштемира Айтбаева.
Согласно разделению полномочий между президентом Бакиевым и премьером Куловым, контроль за силовыми и правоохранительными структурами должен осуществлять лично президент. Однако в ночь с 25 на 26 января Кулов лично возглавил операцию, в ходе которой силами МВД было обезврежено несколько преступных группировок.
В парламенте Кыргызстана на заседании 26 января назвали складывающуюся ситуацию началом нового политического кризиса и рекомендовали президенту Бакиеву освободить от должности главу СНБ Таштемира Айтбаева.
Сам же Рыспек Акматбаев обвинил Кулова в причастности к организации убийства его родного брата — депутата парламента Тынычбека Акматбаева осенью 2005 года.
Тем временем в ряде киргизских СМИ опубликованы материалы о том, что «революция тюльпанов», в результате которой Бакиев получил свою власть, не могла состояться без участия и финансовой помощи организованных преступных группировок. Именно поэтому Бакиев и относится столь благосклонно к лидерам оргпреступности.
3 февраля киргизский президент Курманбек Бакиев выступил в парламенте с резкой критикой работы депутатов, обвинив их в нагнетании политической напряженности, а Феликса Кулова — в потворствовании этому процессу и истерии вокруг так называемой криминализации власти.
9 февраля Курманбек Бакиев заявил о намерении внести поправки в конституцию страны, которые подразумевают ликвидацию поста премьер-министра и исполнение функций глав государства и правительства одним лицом. Это заявление рассматривается как очередной шаг Бакиева, направленный на нейтрализацию Феликса Кулова. По мнению Бакиева, в президентской республике, каковой является Кыргызстан, должны быть сильный президент и не менее сильный парламент с чётко разграниченными сферами ответственности. В то же время нет необходимости в дублировании функций между президентом и премьер-министром и содержании двух громоздких аппаратов.

## Награды
- Орден Почёта (2 декабря 1991 года).
- Медаль «Данк» (27 апреля 1998 года) — за активное участие в обсуждении и принятии Конституции Кыргызской Республики[8].
- Медаль «За отличие в охране государственной границы» (31 мая 1998 года, Россия) — за активную помощь пограничным войскам Российской Федерации в охране государственной границы и борьбе с преступностью[9].